# Ned Bulatović
Nedeljko ("Ned") Bulatović (Peć, 19 april 1939 – Hasselt, 11 mei 2023) was een  Joegoslavisch voetballer en voetbalcoach.

## Spelerscarrière
Bulatović voetbalde in eigen land voor FK Vojvodina. Hij kwam in 1963 kortstondig uit voor SSC Yugal in Sydney, Australië en verkaste vervolgens naar Austria Klagenfurt in Oostenrijk.
In 1964 werd hij ingelijfd door Enschedese Boys, dat uitkwam in de Eerste divisie in Nederland. Bij de Enschedese Boys was de Joegoslavische trainer Janoš Jovanović al actief en gelijktijdig werd ook zijn landgenoot Novak Roganovic aangetrokken. Na de fusie van Enschedese Boys met Sportclub Enschede tot FC Twente was Bulatović de enige speler van de Enschedese Boys die aan het begin van het seizoen in de basisopstelling van de fusieclub stond. In de loop van het seizoen belandde hij echter op de reservebank en in 1966 verkaste hij op huurbasis naar N.E.C. Toen hij in april 1967 in onmin raakte met de club nadat hij een keer als reserve was opgesteld, werd hij tot het einde van het seizoen geschorst. Hierna speelde hij nog voor Sittardia en de daaruit voortgekomen fusieclub Fortuna SC. In 1973 sloot hij zijn voetballoopbaan af bij KSK Tongeren.

## Trainerscarrière
Bulatović begon zijn trainerscarrière bij KSK Tongeren, waar hij twee jaar lang speler-trainer was. Vanaf december 1973 was Bulatović een half jaar trainer van Standard Luik, als opvolger van zijn landgenoot Vlatko Marković. In juli 1974 werd hij aangesteld als trainer van eerstedivisionist Vitesse, als opvolger van Frans de Munck. Omdat hij als trainer geen A-licentie had, kreeg hij aanvankelijk geen toestemming van de KNVB. Onder supervisie van technisch directeur Jan de Bouter mocht Bulatović alsnog aan de slag. Met Vitesse plaatste hij zich voor de nacompetitie voor promotie naar de Eredivisie maar eindigde daarin als laatste. Wegens onenigheid met het clubbestuur nam hij in september 1975 ontslag. Hij keerde terug naar België, waar hij in december 1975 in dienst trad bij Tilleur FC. In de jaren tachtig was hij nog twee jaar in dienst van KV Oostende in België.

## Privé
Ned Bulatović was getrouwd met een Nederlandse vrouw en heeft een zoon. Hij woonde jarenlang in België, waar hij in 2023 op 84-jarige leeftijd overleed.